# Idefjorden

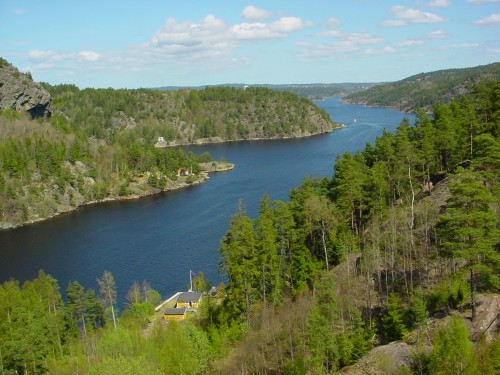
Svinesund.

Idefjorden (norska: Iddefjorden och Ringdalsfjorden; den yttre delen vid Svinesundsbroarna går i Norge under namnet Ringdalsfjorden) är en fjord som utgör gräns mellan Norge och Sverige. Idefjorden är en så kallad tröskelfjord utgrävd av inlandsis. Trösklar finns strax innanför mynningen, under gamla Svinesundsbron. Bland annat på grund av dessa trösklar är Idefjorden meromiktisk, vilket betyder att den har två lager med vatten som mycket sällan blandas. Det övre lagret består av sött vatten och är cirka två meter djupt. Under detta finns saltare vatten.

## Geografi
Nära fjordens mynning ligger Svinesund. Vid Svinesund fanns tidigt en färjeförbindelse över fjorden, nu finns här två broar. Längre in i fjorden, på norska sidan, ligger staden Halden.
Längre in, men nära fjorden, ligger Bohusläns högsta punkt, Björnerödspiggen (222 m ö.h.). Nedanför denna höjd ligger orterna Krokstrand och Kroken.
På bägge sidor av den inre delen av fjorden fanns under början av 1900-talet omfattande stenindustrier. Det var granit som bröts och vidareförädlades.
Två större vattendrag mynnar ut i Idefjorden
- Enningdalsälven, som mynnar i Idefjordens innersta del
- Tista, som rinner ut genom Halden

I fjorden finns ön Brattøya på den norska sidan.

## Miljö
Idefjorden blev på grund av utsläpp från pappersmassaindustrin i Halden, Saugbrugsforeningen (Norske Skog), kraftigt förorenad. Fjorden var under 1970-talet närmast att betrakta som biologiskt död. Effektiva reningsåtgärder som inleddes under slutet av 1980-talet, som kom till inte minst efter omfattande svenska protester, har blivit framgångsrika och den normala faunan och floran har återvänt till fjorden.

## Etymologi
Idefjordens namn har samma förled som en socken på den norska sidan i det inre av fjorden, Idd. Namnet Idd kopplas i folkmytologien till två systrar Ida och Ara som sägs ha röjt mark öster om Idefjorden.
I svenskt språkbruk täcker namnet Idefjorden hela fjorden. I norskt språkbruk har fjorden två namn: från mynningen och in till Halden heter fjorden Ringdalsfjorden och från Halden och söderut är namnet Iddefjorden. Förklaringen är att en fjord namnges efter vad den leder till. I östlig riktning leder fjorden till Idd och i västlig till Ringedal. På medeltiden var namnet på fjorden Hällisfjorden, säkerligen efter orten Hälle som ligger på svenska sidan en bit in i fjorden.